# Parada dos Montes
Santa Einés de Parada dos Montes és una parròquia i localitat del municipi gallec d'A Pobra do Brollón, a la província de Lugo. Limita amb les parròquies de Saa al nord-oest, Vilamor al nord-est i est, Salcedo al sud, i Lamaigrexa i Saa a l'oest.
El 2015 tenia 31 habitants agrupats en 4 entitats de població: Couso, Parada dos Montes i Río de Bois.
Entre el seu patrimoni destaca l'església de Santa Einés, del segle xix. Les festes se celebren en el mes de gener en honor de Santa Agnès (Santa Einés).